# Holmträsket (Malå socken, Lappland)
Holmträsket är en sjö i Malå kommun i Lappland och ingår i Umeälvens huvudavrinningsområde. Sjön har en area på 0,617 kvadratkilometer och ligger 372,8 meter över havet. Sjön avvattnas av vattendraget Mattjokbäcken (Kvarnbäcken).

## Delavrinningsområde
Holmträsket ingår i det delavrinningsområde (724296-161633) som SMHI kallar för Utloppet av Holmträsket. Medelhöjden är 387 meter över havet och ytan är 8,37 kvadratkilometer. Det finns inga avrinningsområden uppströms utan avrinningsområdet är högsta punkten. Mattjokbäcken (Kvarnbäcken) som avvattnar avrinningsområdet har biflödesordning 3, vilket innebär att vattnet flödar genom totalt 3 vattendrag innan det når havet efter 262 kilometer. Avrinningsområdet består mestadels av skog (52 procent) och sankmarker (34 procent). Avrinningsområdet har 0,74 kvadratkilometer vattenytor vilket ger det en sjöprocent på 8,8 procent.